# Ширипино
Ширипино — деревня в Великолукском районе Псковской области России. Входит в состав сельского поселения «Переслегинская волость».
Расположена на западе района, в 10 км к юго-западу от райцентра Великие Луки и в 9 км к югу от волостного центра Переслегино.
Численность населения по оценке на 2000 год составляла 19 человек, на 2010 год — 19 человек.